# ゴットフリート4世 (下ロートリンゲン公)
ゴットフリート4世（Gottfried IV., 1040年頃 - 1076年2月27日）は、下ロートリンゲン公（在位：1069年 - 1076年）、トスカーナ辺境伯（在位：1069年 - 1076年）。せむし公（der Bucklige）といわれる。アルデンヌ家のロートリンゲン公ゴットフリート3世と先妻ドダの間の長男。

## 生涯
1054年に父ゴットフリート3世がトスカーナ辺境伯ボニファーチオ4世の未亡人であったベアトリクスと結婚したとき、ベアトリクスの連れ子であったマティルデと婚約し、父が死去した1069年にマティルデと結婚した。結婚後、2人はロートリンゲンで生活したが、1071年頃に生まれた男子が早世すると、翌1072年にはマティルデはマントヴァにいた母ベアトリクスのもとに戻った。ゴットフリートは同年秋にイタリアのマティルデのもとに来るものの、1073年8月にはロートリンゲンに1人で戻った。
妻マティルデがローマ教皇グレゴリウス7世の崇拝者であったのに対し、ゴットフリートはグレゴリウス7世と対立する神聖ローマ皇帝ハインリヒ4世を支持し続け、1076年1月24日のヴォルムス帝国集会においても、主要な俗人諸侯らが皆欠席する中で参加した。
同年にゴットフリートはフラールディンゲンで暗殺された。これは教皇派によるものとも、妻マティルデによる毒殺とも言われている。嗣子がなかったため、甥で姉妹イダとブローニュ伯ウスタシュ2世の子ゴドフロワ・ド・ブイヨンが後継者とされたが、下ロートリンゲン公位は皇帝ハインリヒ4世の次男コンラートに与えられた。ゴドフロワ・ド・ブイヨンは1087年に下ロートリンゲン公となった。

## 引用
1. ↑  藤沢 2011, p. 40.
2. ↑  山辺 1994, p. 91.